# Crise constitutionnelle russe
Conflits post-soviétiques
La crise constitutionnelle russe est une crise politique et un conflit post-soviétique ayant eu lieu en 1993 entre le président de Russie Boris Eltsine et le Congrès des députés du peuple.
Les relations dégradées entre les deux entités aboutissent à une crise ouverte lorsqu'en mars 1993, le Congrès annule le projet de référendum visant à adopter le nouveau projet de constitution, préparé par Eltsine et le gouvernement russe. Un point majeur de discorde a par ailleurs été le train de réformes économiques entreprises par Eltsine en 1992, connu sous le nom de thérapie de choc et caractérisé par de nombreuses privatisations et une réduction des dépenses publiques. Elles avaient généré une inflation de 2 600 %, l’augmentation des taxes et une chute brutale de l’espérance de vie.

## Contexte
La dislocation de l'URSS en décembre 1991 a déclenché une période tumultueuse de transition économique et politique.

### Sur le plan économique
À partir de l'introduction de la Perestroïka en avril 1985, l'inflation en Russie devient un problème croissant. 
En 1991 alors que la Russie vient tout juste de déclarer son indépendance, elle doit faire face à une crise économique sans précédent. Les prix augmentent de 108 % par rapport à l'année précédente, les exports chutent de 33 %, et le budget de l'état se trouve en déficit de 150 milliards de roubles selon les statistiques officielles. On parle d'hyperinflation.

## Déroulement

### Événements de Septembre - Octobre
Eltsine annonce la dissolution du Congrès le 21 septembre, ce qui n'est pas permis par la constitution de 1978, invoquant pour sa légitimité le résultat favorable du vote de confiance lors du référendum d'avril 1993. Cela est considéré par de nombreux observateurs comme un coup d'état.
Le Parlement riposte en annonçant que Boris Eltsine est démis de ses fonctions, et en installant le vice-président Alexandre Routskoï comme président intérimaire.
Après dix jours d’affrontements meurtriers dans les rues de Moscou, et malgré les réticences de certaines unités militaires à intervenir contre la population civile, le Parlement est mis au pas avec l'aide de l'armée, qui assiège et envahit la Maison blanche le 4 octobre 1993. Dix chars sont déployés devant la Maison blanche, qui est pilonnée et partiellement incendiée, tandis que les forces spéciales ALFA et Vympel pénètrent dans le bâtiment.
Un nouveau parlement est élu en décembre, et un référendum sur la Constitution aboutit à son adoption officiellement par 58,4 % des voix.
Immédiatement après cette crise politique, Eltsine fait bannir les partis nationalistes et communistes par décret ainsi que les journaux de l'opposition (Den, Sovetskaïa Rossia et Pravda) et les groupes paramilitaires, afin de renforcer son pouvoir. Le Congrès des députés du peuple est dissous et est remplacé par la Douma. Dans la foulée de cette attaque spectaculaire et des combats de rue, une chasse aux « illégaux » est lancée dans tout Moscou, en particulier contre les Caucasiens, arrêtés en masse. Ces rafles, qui ajoutent à la confusion, auraient concerné vingt-cinq mille personnes.

## Perception de la crise
Selon un sondage de l'institut VTsIOM détenu par l'État, 41 % des citoyens russes auraient approuvé l'usage de la force militaire par Eltsine. La crise est vue comme une revanche des communistes et la volonté d'Alexandre Routskoï de consolider son pouvoir personnel. Après 10 ans, le soutien à l'utilisation de la force militaire par Eltsine parmi les personnes interrogées est tombé à 20%, tandis que le nombre d'opposants a augmenté à 57%. Comme raison de la crise, les répondants citent les réformes économiques d'Eltsine, en particulier la privatisation, qui répartit les ressources russes entre les oligarques, auxquelles le Soviet suprême s'oppose.
Les gouvernements et médias occidentaux saluent le comportement d'Eltsine dans le déroulement de la crise.

## Bilan
Il s'agit du plus sanglant événement dans les rues de Moscou depuis la révolution d'Octobre 1917. Selon les estimations du gouvernement, 187 personnes ont trouvé la mort et 437 autres ont été blessées, tandis que Vladimir Fédorovski évoque 1 500 morts (sur Europe1 le 25 juin 2023).